# LGV 3
 (avril 2010).
Si vous disposez d'ouvrages ou d'articles de référence ou si vous connaissez des sites web de qualité traitant du thème abordé ici, merci de compléter l'article en donnant les références utiles à sa vérifiabilité et en les liant à la section « Notes et références ».
La LGV 3 (HSL 3 en néerlandais), ou ligne à grande vitesse de Chênée à Hergenrath, est une ligne ferroviaire à grande vitesse en Belgique. Les trains l'empruntant atteignent la vitesse de 260 km/h. 
Elle constitue la troisième partie du réseau ferroviaire à grande vitesse belge comprenant quatre lignes (outre celle-ci, les LGV 1, LGV 2 et LGV 4). Elle mesure 36,1 km, entre Chênée et Hergenrath. Son ouverture prévue en septembre 2007 a été retardée, principalement à cause du système de signalisation (l'ETCS). 
La mise en service commercial eut lieu le 14 juin 2009, date à partir de laquelle des ICE l'ont emprunté. Les trains Thalys ont commencé à l'utiliser en décembre 2009.
Il faut désormais 21 minutes pour relier Aix-la-Chapelle à Liège.

## Trajet
Les convois quittent la Gare de Liège-Guillemins par la voie historique modernisée, à une vitesse atteignant progressivement 120 km/h. Chênée marque le début de la LGV proprement dite, où les trains doivent pouvoir atteindre des vitesses comprises entre 200 et 260 km/h. La ligne traverse ensuite la Vesdre, puis le tunnel de Soumagne, entre Vaux-sous-Chèvremont et Soumagne.
Comme plusieurs des routes traversées après la sortie du tunnel de Soumagne sont bordées de maisons, le passage sous ces routes se fait par de longs souterrains (près de 200 m) au lieu de simples ponts, afin de réduire les nuisances sonores.
Le tracé est ensuite parallèle à l'Autoroute A3 (E40) (comme pour la LGV 2), puis peu après le village de Walhorn traverse cette route par une tranchée couverte, rejoignant alors la ligne historique. Sur celle-ci, les trains circulent à 140 km/h, franchissent le viaduc de Hammerbrücke (Hergenrath) et traversent deux kilomètres plus loin la frontière.
Après la frontière, les trains circulent sur la ligne historique modernisée vers la gare d'Aix-la-Chapelle. Toute la section Y Hammerbrücke – Aix-la-Chapelle est équipée en conduite à gauche et électrifiée à la tension belge de 3 kV continu; ce n'est qu'à partir d'Aix-la-Chapelle que les trains passent en conduite à droite et en 15 kV 16,67 Hz.

## Gares
À Liège se situe la seule nouvelle gare de la LGV, inaugurée le 18 septembre 2009, adaptée pour accueillir les Thalys, ICE et express locaux. Elle est marquée par un toit tout en verre et acier, ainsi qu'un vaste complexe commercial. Cette nouvelle Gare de Liège-Guillemins a été dessinée par l'architecte espagnol Santiago Calatrava, auquel on doit également la Gare de Lyon Saint-Exupéry, la Gare de l'Orient de Lisbonne et la Gare de Zurich Stadelhofen.

## Infrastructure
Le projet d'infrastructure majeur est le tunnel de Soumagne de 6,505 km, qui est devenu le plus long tunnel ferroviaire de Belgique avant de se voir détrôner le 9 décembre 2014 par le tunnel Antigone(nl) (6,750 km en souterrain, tranchées non comprises). La section creusée mesure réellement 5,940 km, elle est prolongée par des tranchées couvertes de 177 et 388 mètres. De nombreuses couches géologiques, de nature parfois très différentes ont été traversées, nécessitant parfois des tirs de mine. Le tunnel atteint sa profondeur maximale avec 127 mètres, aura une rampe moyenne de 17 pour mille, atteignant 20 pour mille au niveau de la sortie côté Soumagne. Le tunnel permet 69 m2 de surface utile, ce qui restreint malgré tout la vitesse à 200 km/h. Le tunnel a été construit entre le 14 mai 2001 et août 2005.
Le viaduc de Battice est un des plus longs viaducs ferroviaires de Belgique. Construit en béton précontraint, il est constitué de nombreux tabliers[Combien ?] reposant sur des piliers en V. Il n'est pas particulièrement haut et son impressionnante longueur de 1 232 m se justifie en surtout par la présence de l’échangeur autoroutier de Battice dont les différentes bretelles s’entrecroisent entre les piles du viaduc ferroviaire.

## Galerie

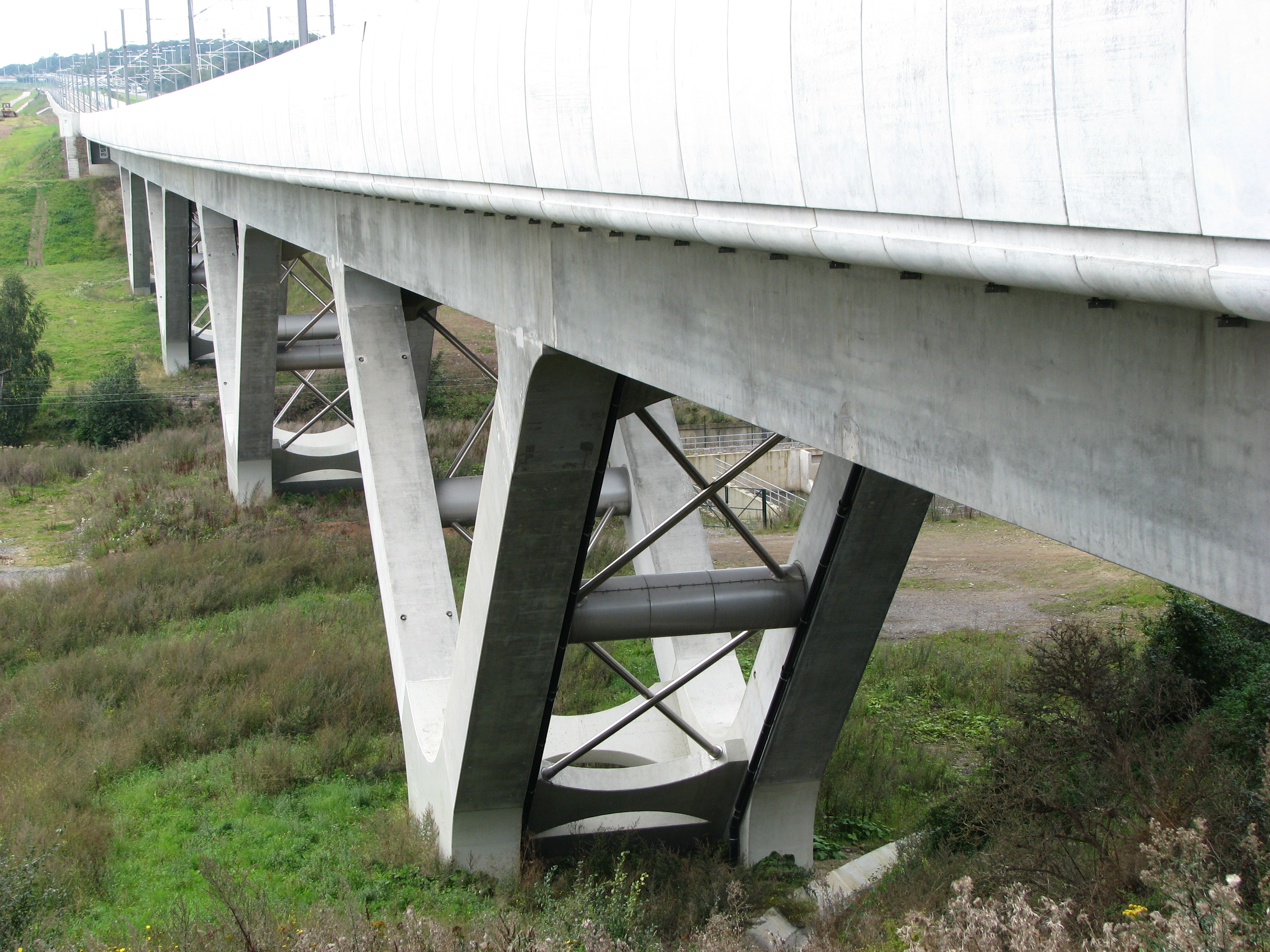
Viaduc de Ruyff
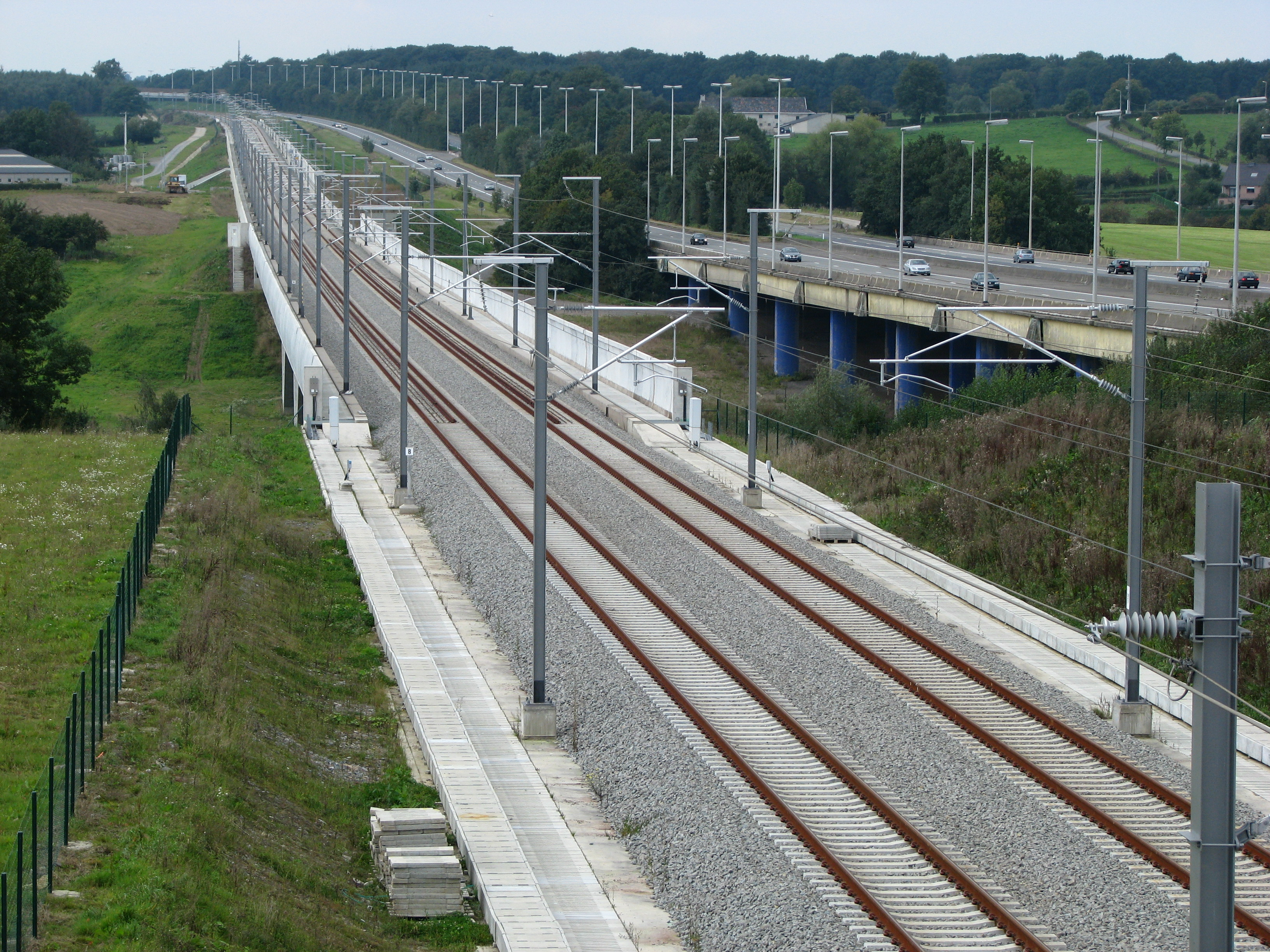
Viaduc de Ruyff, parallèle à l'autoroute A3/E40
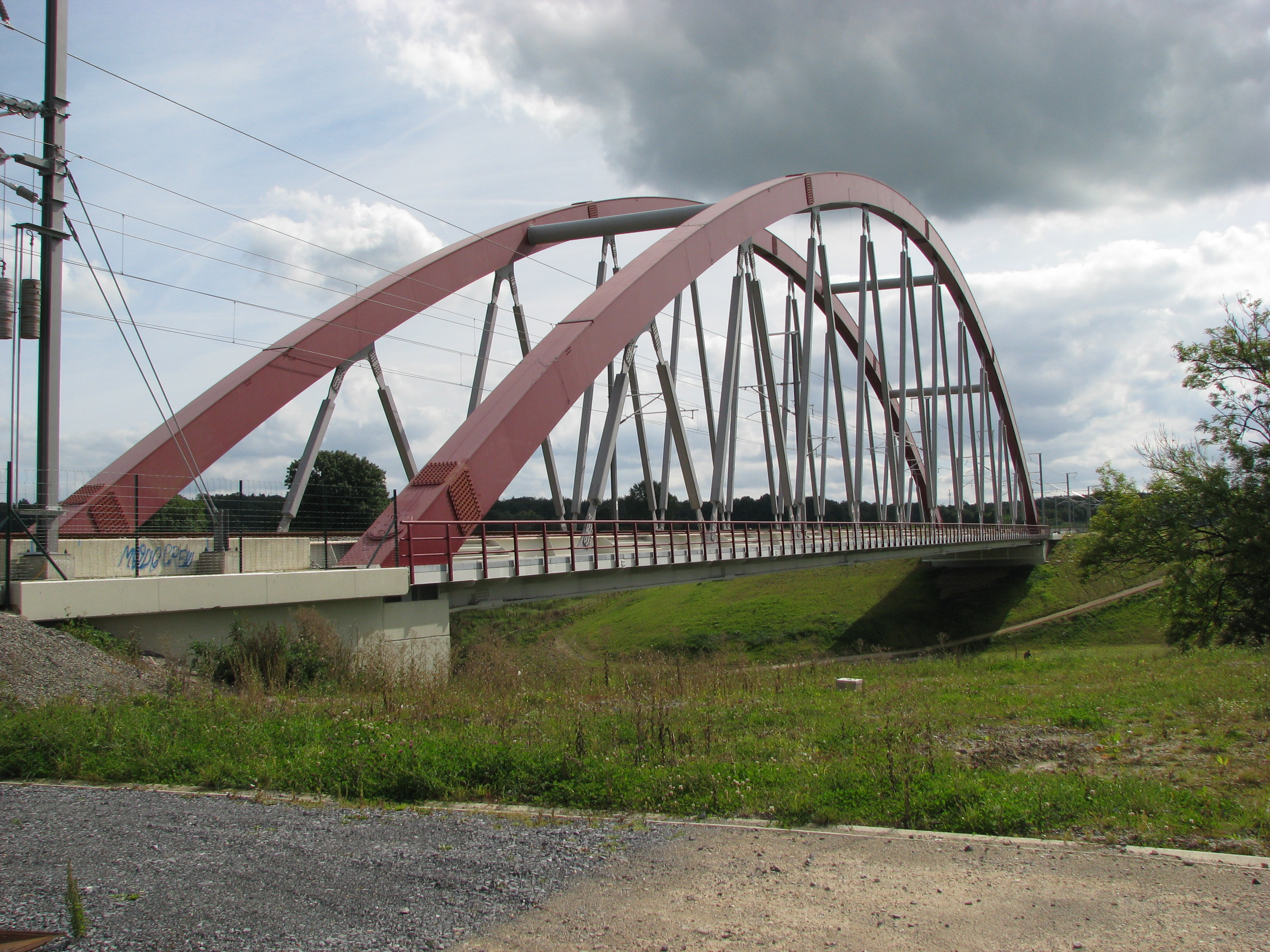
Pont Ferroviaire à Hauset
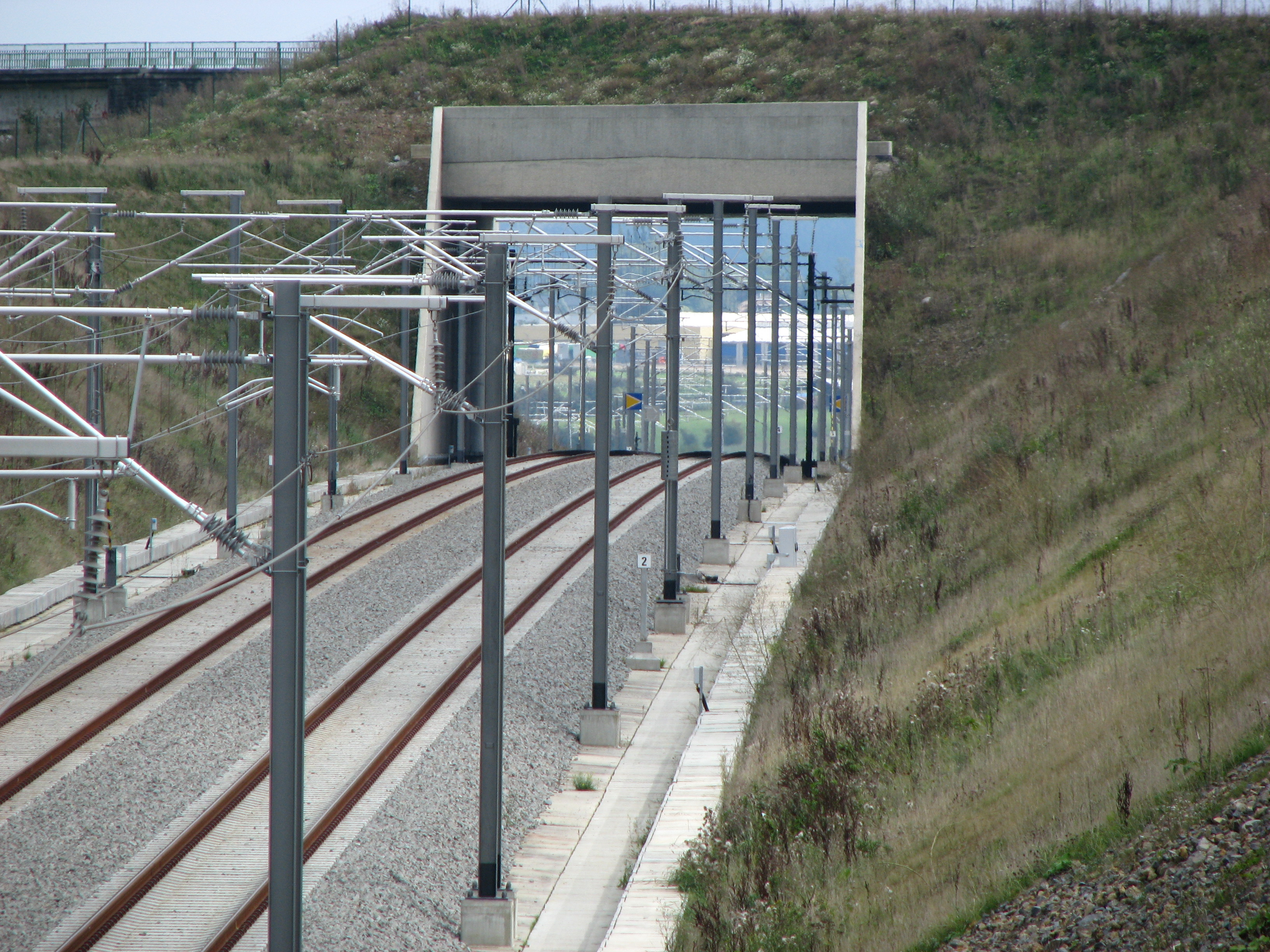
Le LGV 3 vers Baelen
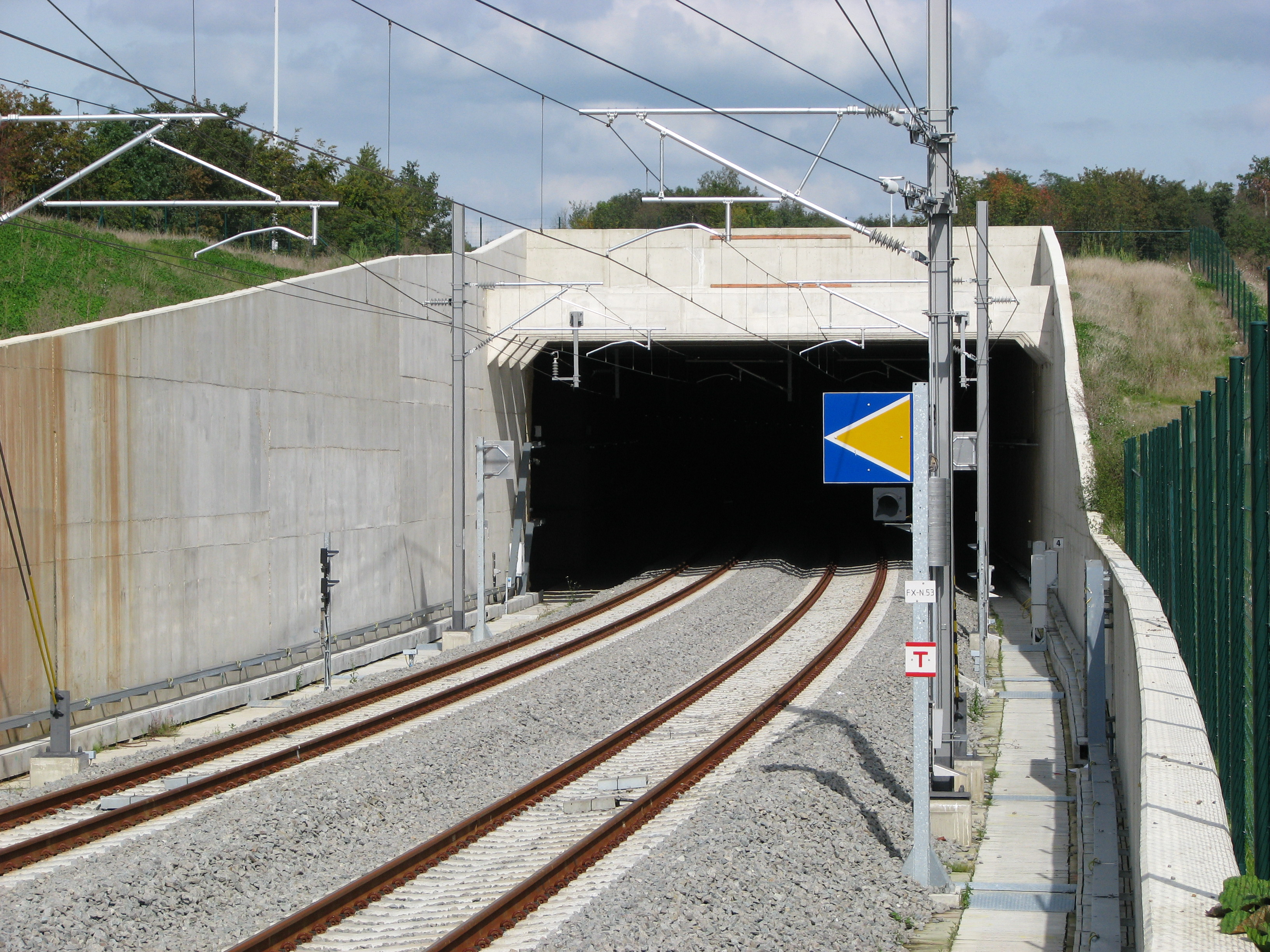
Portail ouest du tunnel de Walhorn
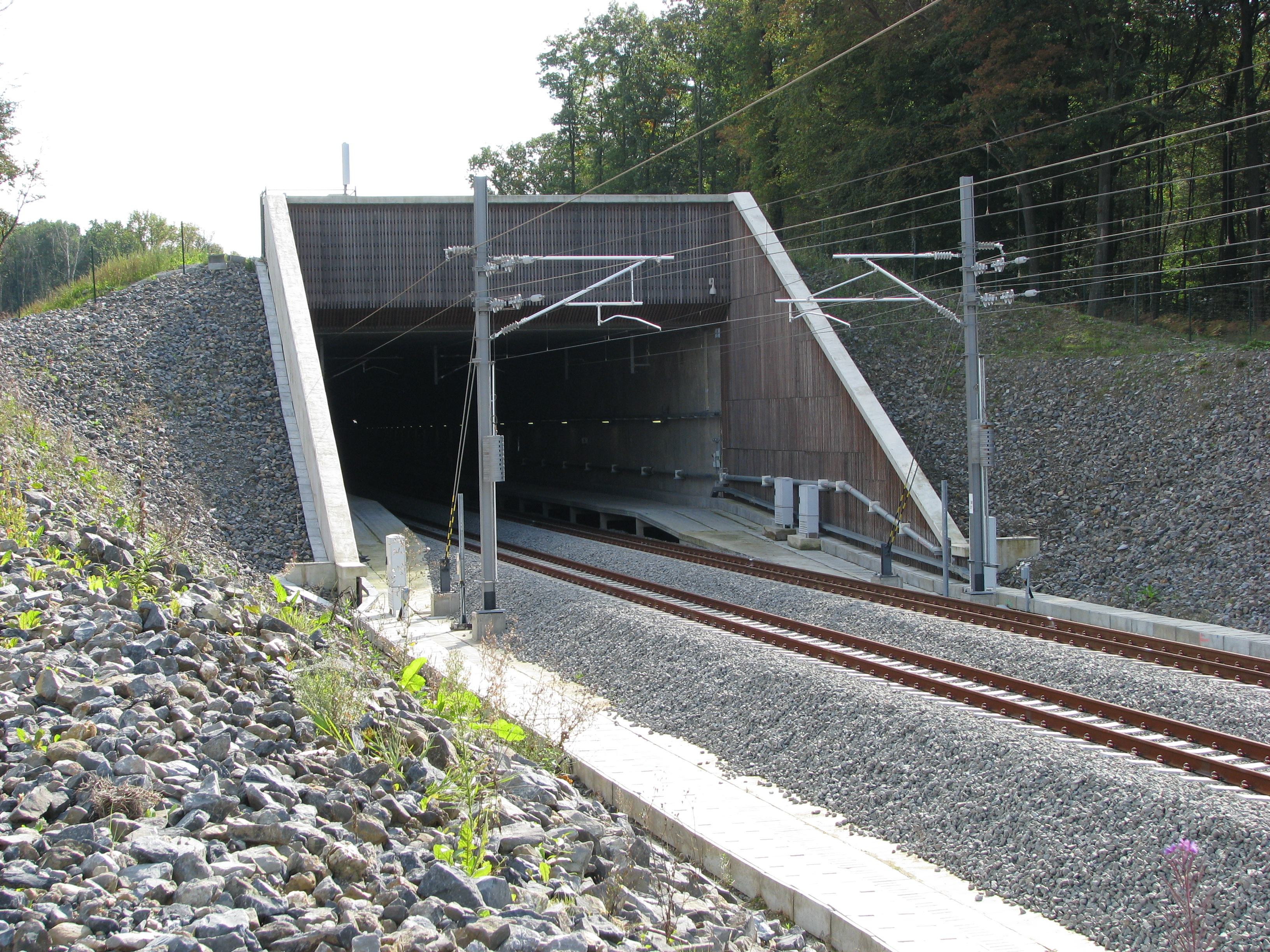
Portail est du tunnel de Walhorn
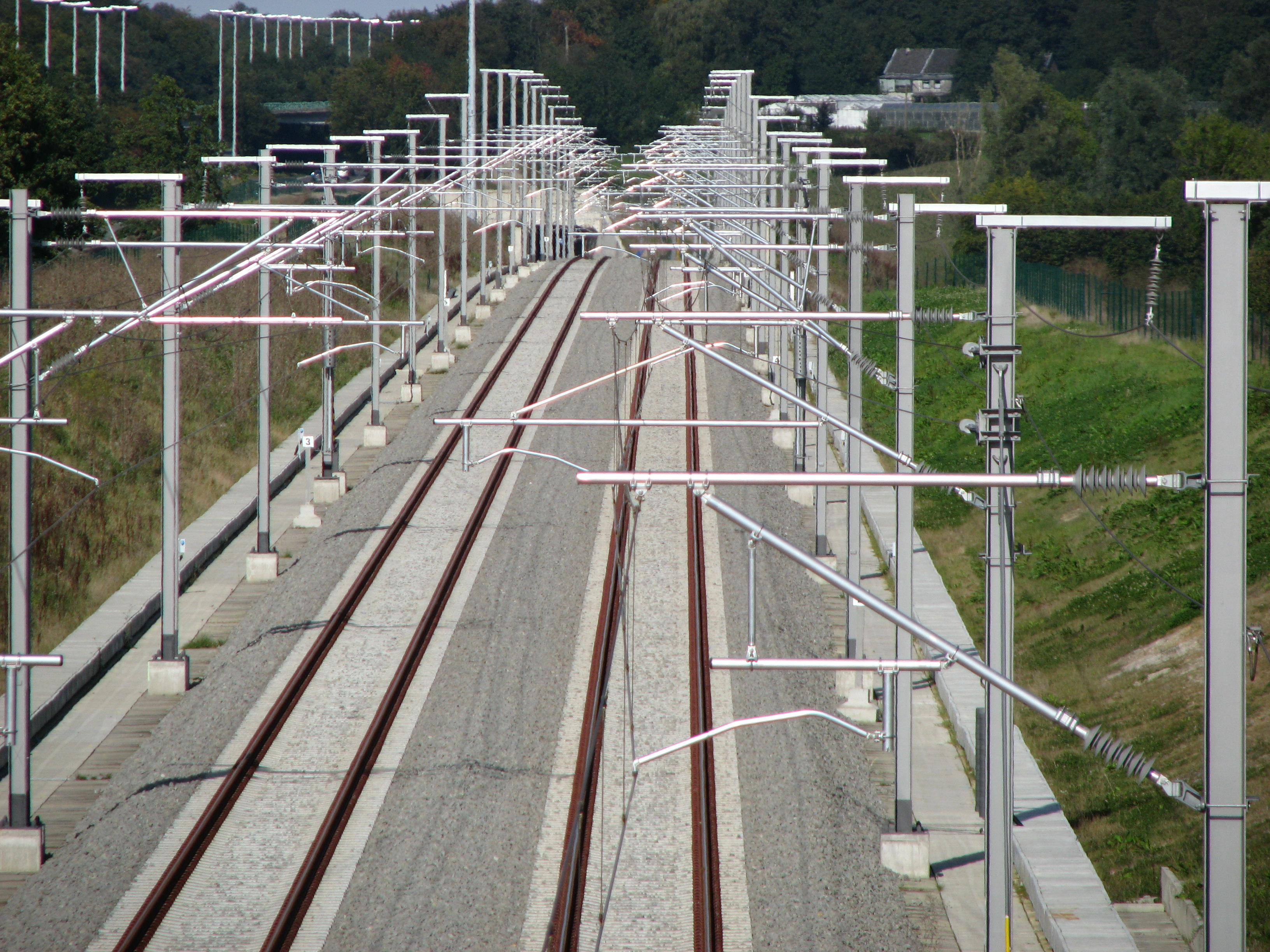
La LGV 3 à Walhorn